# Louis de Backer
Louis de Backer (Saint-Omer, 16 d'abril de 1814 - París, 4 de febrer de 1896) fou un advocat francès. Vivia al castell d'un convent (mansió del segle xix al castell de la casa pairal de Peene). Aquest castell té el nom del convent de les Guillemites, destruït durant la Revolució francesa. Estudià dret i fou advocat a Douai, jutge de pau a Dunkerque i inspector de monuments històrics per al departament del Nord. Apassionat per la història local, destacà amb la publicació el 1850 del seu llibre "Les Flamands de France - études sur leur langue, leur littérature et leurs monuments". El 1853 fou el primer vicepresident del Comitè Flamenc de França, creada per Edmond de Coussemaker per tal d'estudiar i promoure la cultura flamenca al Westhoek. El 1869-1870 va donar un curs de gramàtica de llengües germàniques a la Sorbona. El seu fill, Emile de Backer, va ser alcalde de Noordpeene de 1897 a 1910.